# Augusta Jørgensen
Henriette Louise Augusta Jørgensen (født 16. marts 1853) var medlem af Socialistisk Internationale (1871) og formandinde for den kvindelige sektion af Socialistisk Internationale som hun var medinitiativtager til. Oprettelsen af kvindesektionen skete i året 1872.
Augusta Jørgensen var sangerinde og ernærede sig ved klaverundervisning. Sammen med sin bror, tekstforfatter og journalist ved Socialisten, Alfred Jørgensen, optrådte hun med sine musikalske talenter ved socialistiske politiske sammenkomster. Hun stod bag fremførelsen af monologen "Murernes Skrue", fremsagt til aftenunderholdningen i Murersangforeningen "Konstantia" på Føniks i København, 1. maj 1872. Monologen omhandler murerstrejken, der blev anledning til Slaget på Fælleden.
I et brev til Karl Marx henvender Augusta Jørgensen sig i efteråret 1872 og beskriver sin beslutning om "at danne en forening til emancipationens og på samme tid socialismens fremme".  I brevet beder hun Marx om hjælp til opbygning af foreningen og kontakter til andre kvindeorganisationer i England og USA. 
Augusta Jørgensen turnerede i sommeren 1872 rundt i København og Skåne med foredraget "Kvindesagen socialt betragtet". Hun var da blot 19 år gammel.
Augusta opsøger omkring 1872 Georg Brandes, med hvem hun i årene fremefter har en personlig relation.
I efteråret 1871 melder sig ind i den danske afdeling af den socialistiske Internationale og bliver forperson for den kvindelige sektion. Hun skriver til Karl Marx i  London. Han støttede allerede dengang oprettelsen af kvindesektioner i internationale.
»Trods al den modstand, jeg vil møde, og med fare for at ødelægge min private stilling, har jeg besluttet at danne en forening til kvindefrigørelsens og på samme tid socialismens fremme«. Det vides ikke om hun modtog noget svar fra ham.
Senest i starten af 1876 indleder Augusta Jørgensen et forhold til Louis Pio, der i 1875 er blevet løsladt efter et fængselsophold. I 1876 får de datteren Sylvia Pio, og året efter rejser de til Amerika. Her bliver de gift i 1878. De fik 3 børn (Sylvia 1876, Herbert 1879, James Percival 1881).